# Fejsal Mulić
Fejsal Mulić (Servisch: Фејсал Мулић) (Novi Pazar, 3 oktober 1994) is een Servisch voetballer die sinds 2023 uitkomt voor Buriram United. Mulić is een aanvaller.

## Carrière
Mulić begon zijn carrière bij FK Novi Pazar, de club van zijn geboortestad Novi Pazar. Op 20 mei 2012 maakte hij er zijn officiële debuut voor het eerste elftal in de Superliga tegen FK Jagodina.
In 2013 trok hij naar 1860 München, waar hij in zijn eerste seizoen echter enkel voor het tweede elftal uitkwam in de Regionalliga Bayern. Zijn officiële debuut voor het eerste elftal kwam er pas op 22 november 2014, toen hij tegen 1. FC Union Berlin in de 88e minuut mocht invallen voor Rubin Okotie. Mulić speelde uiteindelijk dertien wedstrijden voor 1860 München in de 2. Bundesliga.
Op 19 januari 2016 ruilde Mulić 1860 München voor Excel Moeskroen, waar hij een contract voor anderhalf jaar ondertekende. Mulić was in zijn debuutwedstrijd meteen van goudwaarde voor zijn nieuwe club: tegen KSC Lokeren viel hij in de 57e minuut in voor Marko Scepovic bij een 0-1-achterstand, waarop Mulić in de 89e minuut de gelijkmaker binnentikte: 1-1. Een goede zaak voor Moeskroen, dat toen voorlaatste stond in de Jupiler Pro League. Mulić zou dat seizoen niet meer scoren, maar de Henegouwers wisten de degradatie wel te ontlopen.
Na anderhalf jaar bij Moeskroen trok Mulić naar Israël. Na een korte passage bij Hapoel Akko tekende hij in januari 2018 bij Hapoel Tel Aviv, dat hem ruim een half jaar later verhuurde aan Bnei Jehoeda Tel Aviv. Mulić speelde nadien nog in Slovenië en Bosnië en Herzegovina bij respectievelijk NŠ Mura en Velez Mostar. Zijn productiefste jaren kende hij evenwel in Zuid-Korea. In 2021 scoorde hij als huurling dertien competitiegoals voor Seongnam FC, waarop de club hem definitief overnam van Velez Mostar. In het seizoen 2022 scoorde Mulić negen keer in de competitie, wat niet genoeg bleek om Seongnam te behoeden voor degradatie uit de K League 1. Mulić bleef evenwel op het hoogste niveau voetballen, want in het voorjaar van 2023 stapte hij over naar Suwon Samsung Bluewings. In het seizoen 2023 miste Mulić een deel van het seizoen door blessureleed en kon hij opnieuw niet vermijden dat zijn club laatste eindigde in de K League 1. Ditmaal zakte Mulić mee naar de K League 2.